# Camisa de dormir

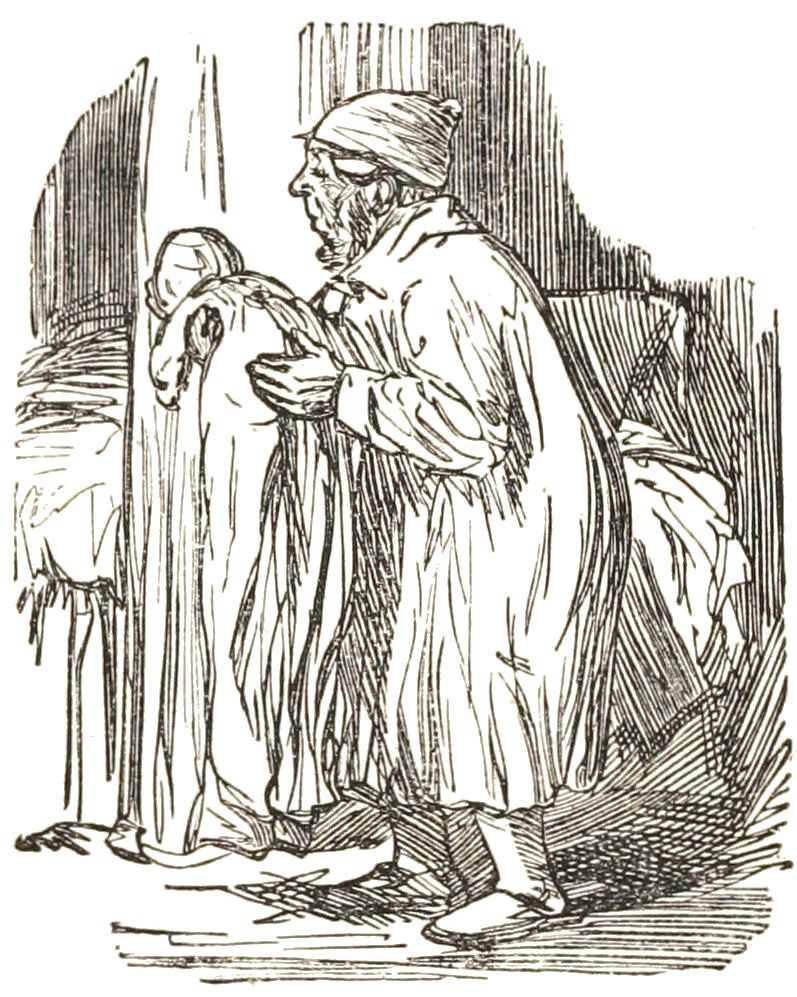
Home amb camisa de dormir de tipus tradicional (mitjan)

La camisa de dormir és una peça de roba usada per a dormir, tradicionalment unisex, i femenina en l'actualitat.
La camisa de dormir sorgí com a peça específica a cavall dels segles xviii i xix, en especialitzar-se la camisa per a ús diürn en exclusiva. Consistia en una mena de camisa amb mànigues, ampla, llarga fins als peus o poc menys, i amb coll o sense; podia anar oberta, però més sovint era tancada, amb un tall frontal fins a mig pit, que es tancava amb botons, llaç o vetes. Substituí la camisa com a roba per a dormir, i era d'ús unisex, bé que amb detalls de disseny segons el sexe.
A partir de la dècada de 1920 la camisa de dormir patí la concurrència del pijama, entre ambdós sexes; i cap al 1950 ja era peça obsoleta entre els homes, que havien optat massivament pel pijama i començaven a sentir-se ridículs en camisa. En canvi, la camisa de dormir resistí entre les dones, tot i ésser igualment afectes al pijama. Aquesta diferència d'actitud entre els sexes podria tenir a veure amb correspondències entre les peces de dormir i la roba d'ús diürn: pijama amb pantalons, camisa de dormir amb caiguda de faldilla o de vestit.

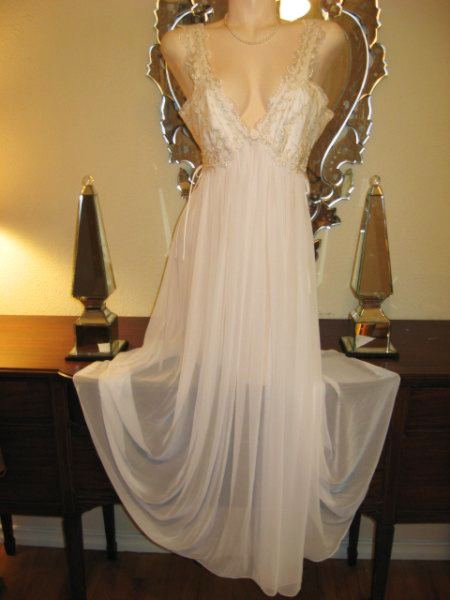
Camisa de dormir llarga

Així doncs, des de mitjan segle XX la camisa de dormir és una peça d'ús femení, tancada, llarga o curta, generalment sense cintura (o amb cintura just sota el pit), amb mànigues, o sense i amb tirants, feta en teixits suaus o sedosos, sovint amb puntes; conserva l'ús originari com a roba per a dormir-hi, bé que en concurrència amb el pijama i amb la roba interior; sovint és la peça preferida en temps càlid. Té versions d'hivern i d'estiu, llargues i curtes, així com adreçades a grups d'edat diversos. Alguns models són exemples de llenceria sexi, transparent o semitransparent.
Una peça formalment similar a la camisa de dormir curta, però enquadrada específicament en el camp de la llenceria sexi, és l'anomenat picardies.